# Schlotheimia longicaulis
Schlotheimia longicaulis là một loài rêu trong họ Orthotrichaceae. Loài này được Broth. mô tả khoa học đầu tiên năm 1916.